# Ирска на Светском првенству у атлетици у дворани 2014.
Ирска је учествовала на Светском првенству у атлетици у дворани 2014. одржаном у Сопоту од 7. до 9. марта петнаести пут, односно учествовала је на свим првенствима до данас. Репрезентацију Ирске представљало је пет такмичара (2 мушкарца и 3 жене), који су се такмичили у две дисциплине.,
На овом првенству Ирска није освојила ниједну медаљу али остварен један лични рекорд сезоне.

## Учесници
| Мушкарци: - Марк Инглиш — 800 м - Дејвид Макарти — 1.500 м | Жене: - Роуз-Ен Галиган — 800 м - Ciara Everard — 800 м - Клер Тарпли — 1.500 м |  |

## Резултати

### Мушкарци
| Атлетичар      | Дисциплина | Лични рекорд | Квалификације | Квалификације | Финале                | Финале       | Детаљи |
| Атлетичар      | Дисциплина | Лични рекорд | Резултат      | Место         | Резултат              | Место        | Детаљи |
| -------------- | ---------- | ------------ | ------------- | ------------- | --------------------- | ------------ | ------ |
| Марк Инглиш    | 800 м      | 1:46,82 НР   | 1:47,60       | 4. у гр. 3    | Нису се квалификовали | 12 / 17 (19) |        |
| Дејвид Макарти | 1.500 м    | 3:39,14      | 3:39,46       | 6. у гр. 3    | Нису се квалификовали | 10 / 22 (23) |        |

### Жене
| Атлетичарка     | Дисциплина | Лични рекорд | Квалификације | Квалификације | Финале                | Финале  | Детаљи |
| Атлетичарка     | Дисциплина | Лични рекорд | Резултат      | Место         | Резултат              | Место   | Детаљи |
| --------------- | ---------- | ------------ | ------------- | ------------- | --------------------- | ------- | ------ |
| Роуз-Ен Галиган | 800 м      | 2:02,84      | 2:03,30       | 5. у гр. 1    | Нису се квалификовале | 14 / 18 |        |
| Ciara Everard   | 800 м      | 2:02,54 НР   | 2:03,69 ЛРС   | 6. у гр. 3    | Нису се квалификовале | 16 / 18 |        |
| Клер Тарпли     | 1.500 м    | 4:13,16      | 4:15,64       | 7. у гр. 2    | Нису се квалификовале | 15 / 20 |        |